# Snob

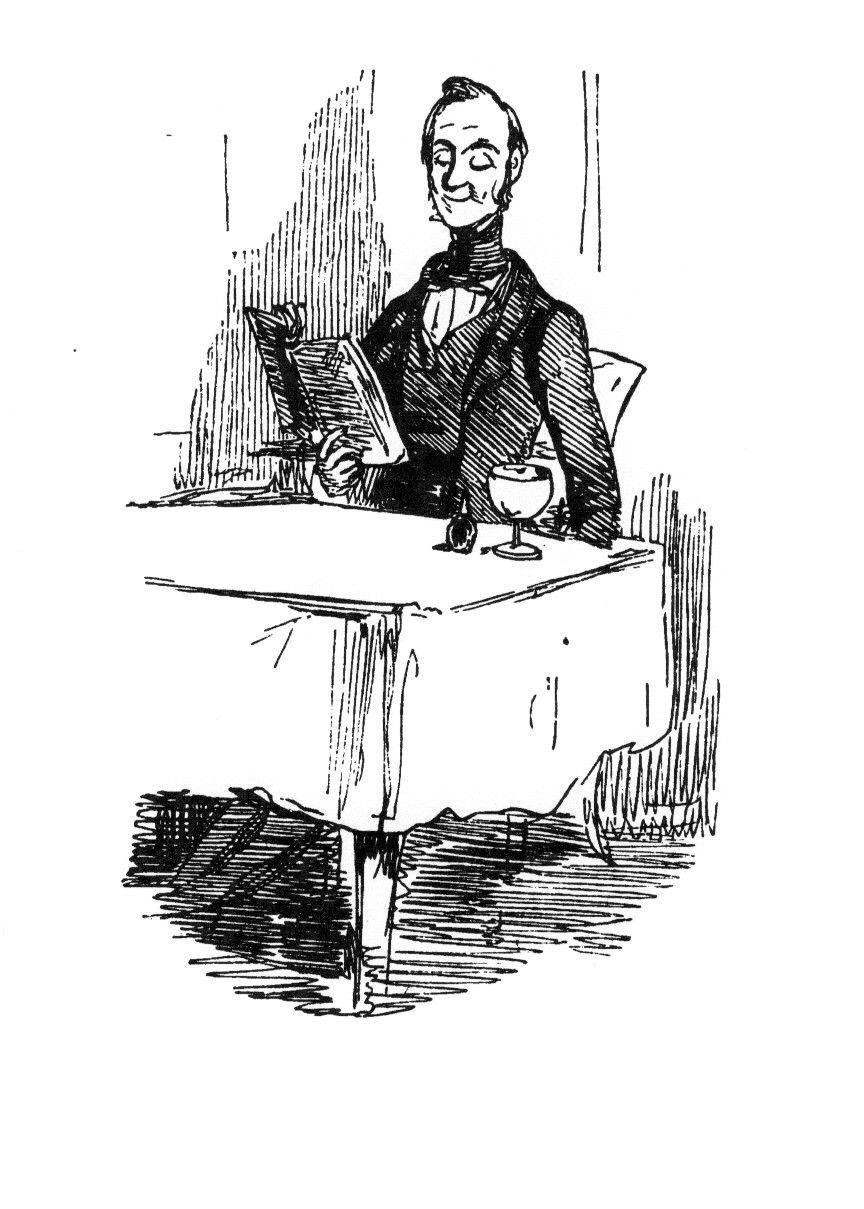
Karikatur im Buch Book of Snobs von William M. Thackeray, 1868

Der aus dem Englischen eingedeutschte Begriff Snob bezeichnet eine Person, die durch ihr Verhalten oder ihre Aussagen offensiv Reichtum und gesellschaftliche Überlegenheit gegenüber Personen vermeintlich oder tatsächlich niedrigeren Ranges zur Schau stellt.
Der Vorwurf, ein Snob zu sein, gilt Personen mit einer besonderen Form der Arroganz.

## Historische Entstehung

### Vermuteter Ursprung
Zur Entstehungsgeschichte des Ausdrucks Snob existieren verschiedene Varianten. Gesichert ist, dass er sich im 18. Jahrhundert in Großbritannien ausbreitete. Er wurde in Namenslisten der Universitäten Cambridge und Oxford als Namenszusatz verwendet.
Verbreitet, aber etymologisch fallen gelassen, ist die Erklärung, Snob sei ursprünglich s. nob. geschrieben worden, als Abkürzung für sine nobilitate (lat. für „ohne Adelstitel“), um, zunächst als Student einer dieser Universitäten, unter Adligen nicht ohne Namenszusatz dazustehen. Eine Vermutung ist, dass snob in der ältesten schriftlichen Quelle dieses Wortes die Bedeutung „Schuhmacherlehrling“ (in Schottland: snab) innehatte und dass es in den Namenslisten dieser beiden Universitäten nicht Unadlige, sondern Nicht-Studenten bezeichnete. Wahrscheinlich ist der Begriff in der Bedeutung „Schuhmacherlehrling“ entstanden, wurde dann irrtümlich als Abkürzung für sine nobilitate verstanden, bis die Fehlinterpretation sich so verselbständigte, dass nichtadlige Wichtigtuer sich im England des späten 18. und frühen 19. Jahrhunderts mit diesem Pseudo-Adelstitel Zutritt zu Klubs und anderen Einrichtungen erschlichen, die Adligen vorbehalten waren.

### Gewandelte Bedeutung im 19. Jahrhundert
Der Ausdruck „Snob“ wandelte bis Mitte des 19. Jahrhunderts allmählich seine Bedeutung im Sinne eines Emporkömmlings aus unteren sozialen Schichten, der auf Menschen, die dort verblieben waren, verächtlich hinabblickt. Ein Meilenstein in der Geschichte des Ausdrucks „Snob“ war das 1848 erschienene The Book of Snobs von William M. Thackeray.

## Ökonomisches Verständnis
In der Ökonomie (vor allem Konsumforschung) wird der Snob als Individualist und Gegenstück des Mitläufers verstanden. Er zeichnet sich durch den Konsum von exklusiven Produkten aus, unabhängig von deren Preis.

## Komödiantische Verarbeitung
Eine interessante Variante des Snobismus ist seine Umkehrung in Gestalt des „adligen Komödianten“: Komische Figuren wurden bis zum 18. Jahrhundert grundsätzlich von den tragischen, aristokratischen Figuren unterschieden. Seit dem 19. Jahrhundert gab es unter manchen Aristokraten aus politischer oder sozialer Überzeugung eine „Arroganz der Arroganz gegenüber“, die sich in der Missachtung standesgemäßen Verhaltens zeigte, zum Beispiel bei Karl von Holtei. Am bekanntesten wurde bereits vor dem Ersten Weltkrieg Carl Sternheims Komödie Der Snob. Die Tradition des aristokratischen Komikers existiert bis heute, etwa bei Loriot oder Louis de Funès.
Insbesondere im angloamerikanischen Raum bekannt wurde die snobistische Hausfrau Hyacinth Bucket, Hauptperson der britischen Sitcom Mehr Schein als Sein, welche in jeder Folge versucht, ihren sozialen Status zur Schau zu stellen, ihre Mitmenschen mit exklusiver Lebensführung zu beeindrucken und ihre soziale Herkunft aus der unteren Arbeiterschicht zu verbergen.